# Markstammkohl
Markstammkohl (Brassica oleracea var. medullosa Thell.; Syn.: Brassica oleracea convar. acephala var. medullosa Thell.), auch Futterkohl und Markkohl genannt, ist eine Kulturvarietät des Gemüsekohls mit verdicktem Trieb. Er wird in Deutschland vor allem in der Prignitz angebaut. Er wird im deutschsprachigen Raum weitgehend als Futterpflanze genutzt.

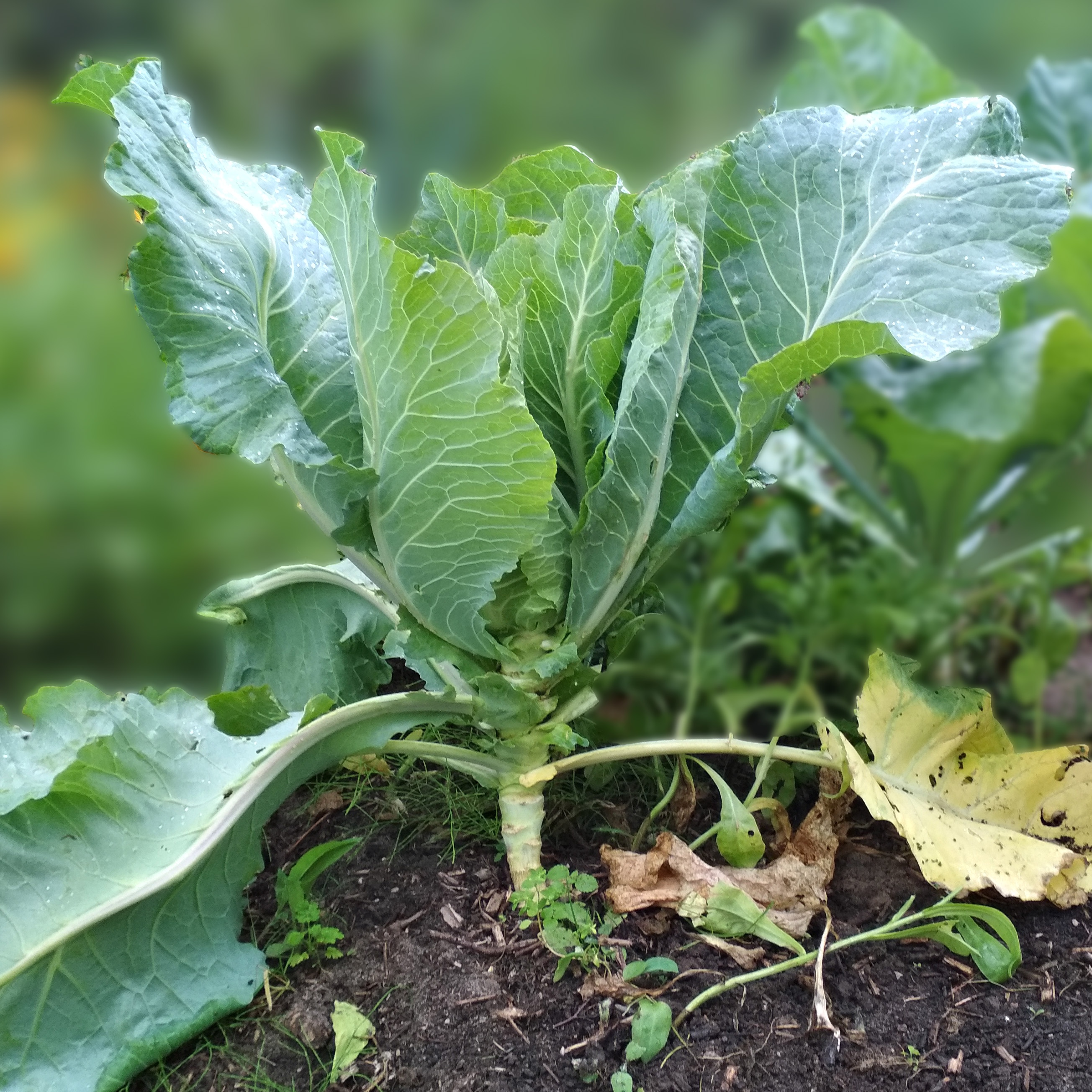
Markstammkohl im Sommer

## Beschreibung

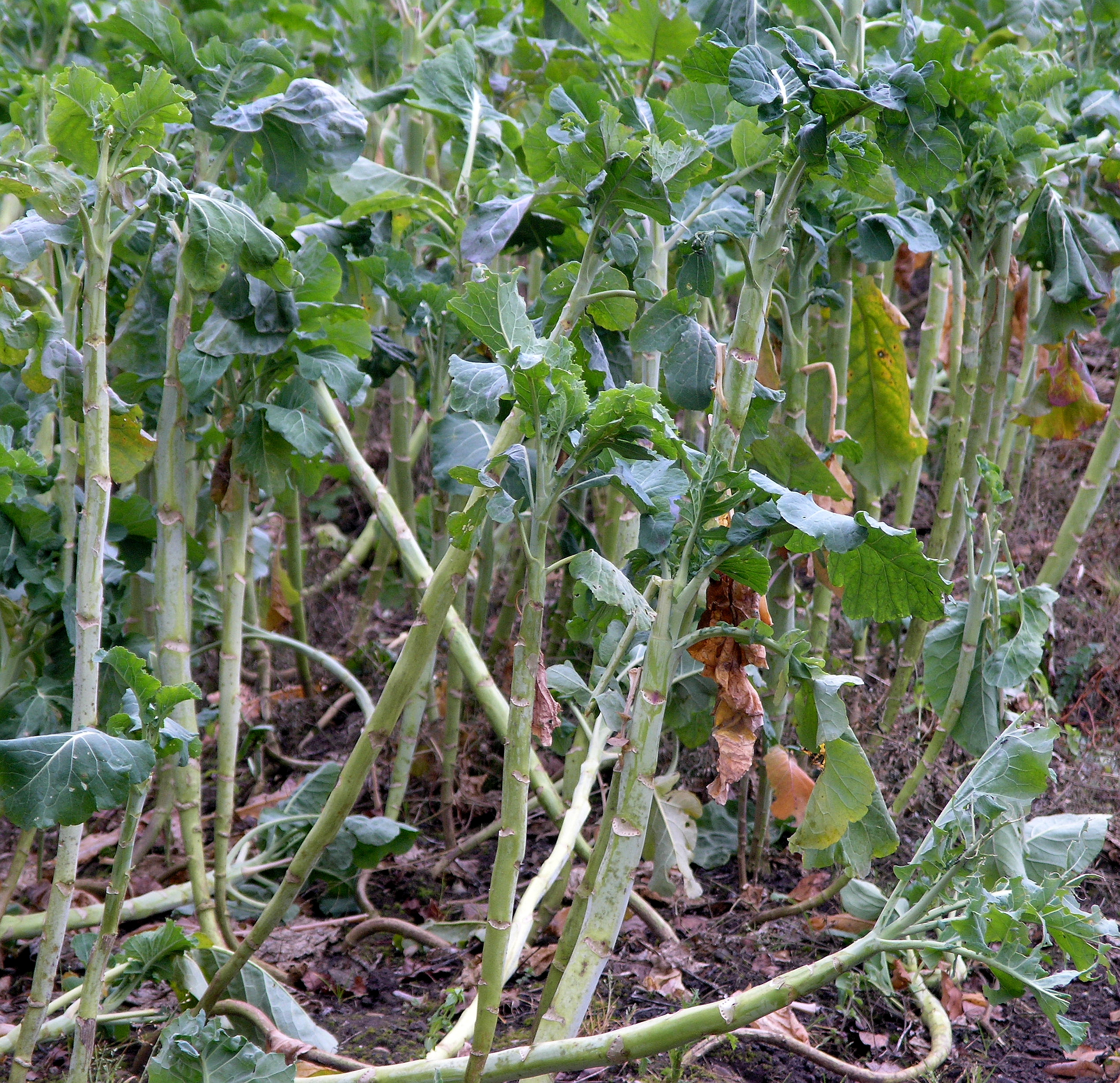
Markstammkohl im Herbst

Markstammkohl ist eine zweijährige krautige Pflanze. Die Sprossachse beginnt am Boden sehr dünn und verdickt sich allmählich keulenförmig von 1 cm auf 4 bis 5 cm. Die Pflanze kann bei ausreichender Kulturzeit bis zu 2 m hoch werden. Die Pflanze ist sehr frosthart. Die grünen, manchmal an der Blattrippe leicht durch Anthozyan rosa gefärbten Laubblätter werden 10 bis 15 cm breit und 20 bis 40 cm lang. Die Blattspreite ist glatt und zum Stängel hin fiederschnittig-buchtig eingeschnitten. Der Blattrand ist wellig bis glatt. Alle Kohlsorten bilden im zweiten Jahr einen Blütenstand mit gelben Blüten. Die Bestäubung dieser selbstfertilen Sorten erfolgt durch Bienen. Als Früchte werden Schoten gebildet.

## Anbau
Die Aussaat im Freiland ist bei geeigneten klimatischen Bedingungen schon vor den Eisheiligen im April möglich. Zu Beginn ist eine Unkrautbekämpfung von Vorteil. Markstammkohl wächst auf fast allen Böden mit einem pH-Wert von 4,5 bis 8. Die Böden sollten durchlässig sein. Schattige Lagen sind kein großer Nachteil, ebenso wenig wie sehr sonnige. Markstammkohl verträgt sehr hohe Temperaturen, aber auch, bei Gewöhnung, tiefe Temperaturen bis −15 °C. In einem begrenzten Bereich steigt der Ertrag mit der Erhöhung der Verfügbarkeit von Stickstoff im Boden. Gleichzeitig sinkt jedoch bei ausreichender Bodenfeuchte der Faser- oder Trockensubstanzgehalt der Pflanze. Er wird als Zweitkultur nach Getreide auch als Gründüngungspflanze angebaut, um die Nitratauswaschung zu verhindern. Diese Kultur zählt zu den Zwischenfrüchten („Nitratfänger“). Im Frühjahr wird der Stickstoff durch Verrottung wieder frei und für die neue Kultur verfügbar.

## Verwendung

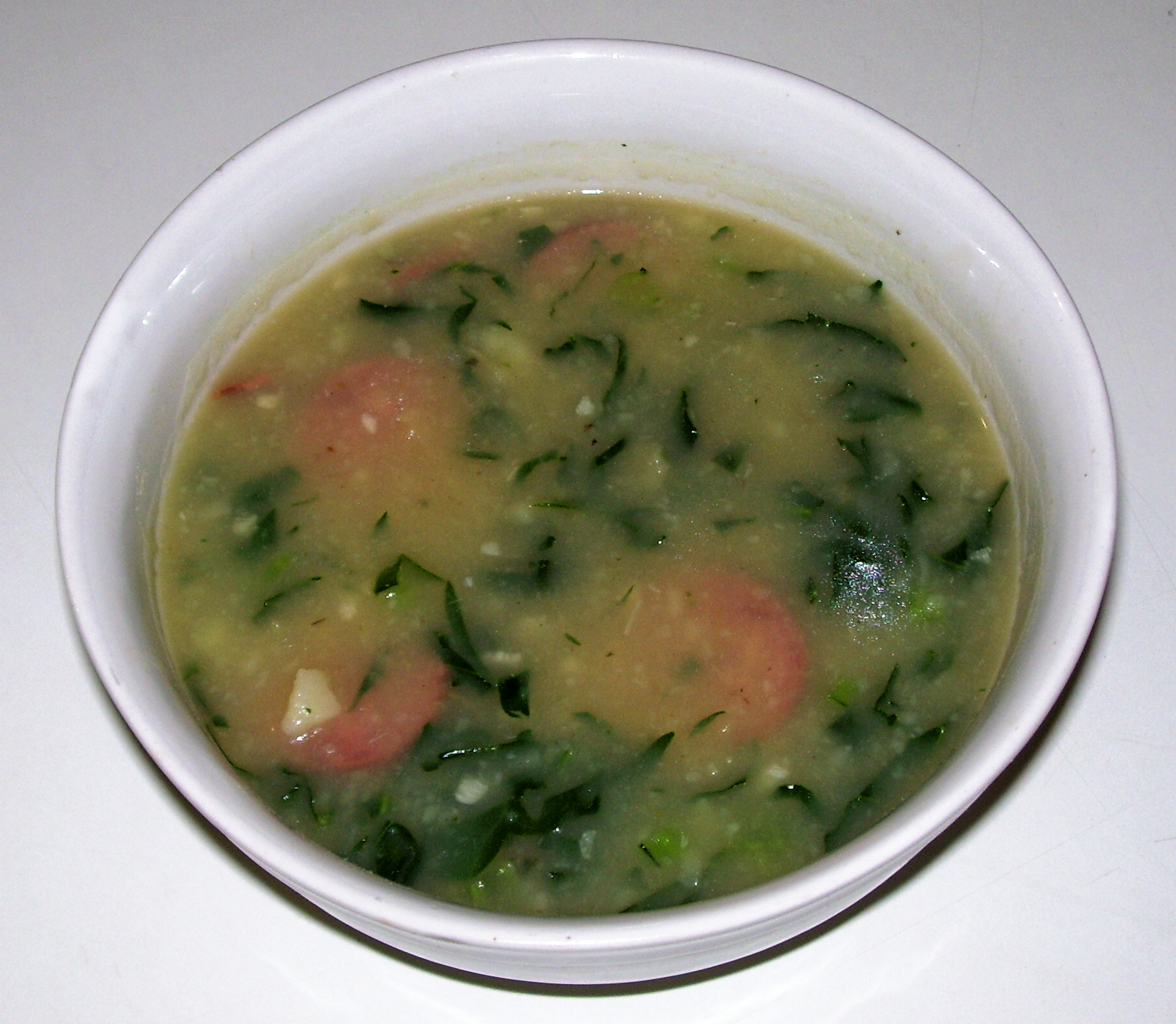
Caldo verde ist die Suppe der Nationalküche Portugals

In der deutschen Landwirtschaft dient der Markstammkohl infolge seines hohen Grünmasseertrags als Viehfutter. Interessant ist der Anbau dann, wenn im Herbst weniger frisches Grün nachwächst. Er enthält relativ viel Karotin. In der Kulturfolge ist er auch als Gründüngung zur Aufnahme von Reststickstoffmengen geeignet. Markstammkohl ist ein Kreuzblütler. Um Kohlkrankheiten, wie etwa Kohlhernie zu vermeiden, sollte daher besser Phacelia verwendet werden.
Mit anderen Kohlsorten gemischt und gesäuert wie Sauerkraut wird er als Knieperkohl auch in der Küche verwendet. Auch der verdickte Trieb kann verwendet werden. In Italien, Griechenland und der Türkei ist er zum Einwickeln von zu garenden Speisen beliebt und deshalb oft in Hausgärten zu finden. Die Variante „Couve Galega“ ist typisch für Portugal und Galicien (siehe Caldo verde oder Caldo Gallego).